# Beast Mode
Beast Mode – dziewiąty studyjny album amerykańskiego rapera Juvenile’a, wydany 6 lipca, 2010 roku. Zawiera produkcje takich producentów jak S-8ighty, C. Smith, Sinista, Streets, Raw Smoov, i Niyo. Występują tylko trzech gości Verse Simmons, Juvy Jr. (syn Juvenile'a), i Cape.

## Single
Pierwszym singlem jest "Drop That Azz", który został wyprodukowany przez C. Smitha. Album został wydany na iTunes 18 maja 2010 roku. Teledysk do piosenki został wydany 11 czerwca 2010.

## Lista utworów
1. "Go Hard or Go Home" – 2:36
2. "Drop That Azz" – 3:42
3. "Bitch Instructions" – 3:17
4. "La La La La La" – 3:20
5. "I'm da Man" – 3:30
6. "Nothing Like Me" (feat. Verse Simmons & Juvy Jr.) – 4:35
7. "No Team" – 3:24
8. "Drinks on Me" (feat. Cape) – 4:04
9. "Pussy Kat" – 3:13
10. "Where They Do That At" – 3:35
11. "Lights, Camera, Action" – 3:12

## Pozycja na listach
| Lista (2008)                          | Pozycja |
| ------------------------------------- | ------- |
| U.S. Billboard 200                    | 58      |
| U.S. Billboard Top R&B/Hip-Hop Albums | 13      |
| U.S. Billboard Top Rap Albums         | 9       |